# (35426) 1998 BN1
1998 BN1 (asteroide 35426) é um asteroide da cintura principal. Possui uma excentricidade de 0.10122630 e uma inclinação de 3.99500º.
Este asteroide foi descoberto no dia 19 de janeiro de 1998 por Takao Kobayashi em Oizumi.